# SummerSlam (2010)
SummerSlam (2010) là một sự kiện pay-per-view (PPV) đấu vật chuyên nghiệp sản xuất bởi WWE và được tài trợ bởi 7-Eleven và Slim Jim, diễn ra vào ngày 15 tháng 8 năm 2010, tại Trung tâm Staples ở Los Angeles, California năm thứ hai liên tiếp. It was the twenty-third annual SummerSlam event và six matches took place.
SummerSlam có 350.000 lượt mua pay-per-view, giảm so với 369.000 lượt mua của SummerSlam (2009).

## Kết quả
| #                                                                                | Kết quả | Thể loại                                                 | Thời gian |
| -------------------------------------------------------------------------------- | --- | -------------------------------------------------------- | --------- |
| 1D                                                                               | Evan Bourne đánh bại Zack Ryder | Trận đấu đơn                                             | N/A       |
| 2                                                                                | Dolph Ziggler (c) (cùng với Vickie Guerrero) vs. Kofi Kingston kết thúc không có kết quả | Trận đấu đơn tranh đai WWE Intercontinental Championship | 07:05     |
| 3                                                                                | Melina đánh bại Alicia Fox (c) | Trận đấu đơn tranh đai WWE Divas Championship            | 05:20     |
| 4                                                                                | Big Show đánh bại The Straight Edge Society (CM Punk, Joseph Mercury, và Luke Gallows) (cùng với Serena) | Trận đấu chấp người                                      | 06:45     |
| 5                                                                                | Randy Orton đánh bại Sheamus (c) bằng luật chống phạm quy | Trận đấu đơn tranh đai WWE Championship                  | 18:55     |
| 6                                                                                | Kane (c) đánh bại Rey Mysterio | Trận đấu đơn tranh đai World Heavyweight Championship    | 13:31     |
| 7                                                                                | Team WWE (Bret Hart, Chris Jericho, Daniel Bryan, Edge, John Cena, John Morrison và R-Truth) đánh bại The Nexus (Darren Young, David Otunga, Heath Slater, Justin Gabriel, Michael Tarver, Skip Sheffield và Wade Barrett) | 7-on-7 Elimination Trận đấu đồng đội                     | 35:15     |
| - (c) – chỉ người vô địch bước vào trận đấu - D – chỉ trận đấu là một dark match | |                                                          |           |

### Trận đấu loại đồng đội 7-on-7
| Thứ tự loại | Đô vật               | Đội                  | Bị loại bởi          | Hình thức loại                                               | Thời gian            |
| ----------- | -------------------- | -------------------- | -------------------- | ------------------------------------------------------------ | -------------------- |
| 1           | Darren Young         | Nexus                | Daniel Bryan         | Đập tay sau đòn LeBell Lock                                  | 00:42                |
| 2           | Michael Tarver       | Nexus                | John Morrison        | Bị đè sau đòn Starship Pain                                  | 03:42                |
| 3           | John Morrison        | WWE                  | Skip Sheffield       | Bị đè sau đòn lariat                                         | 07:32                |
| 4           | R-Truth              | WWE                  | Skip Sheffield       | Bị đè sau đòn lariat                                         | 07:59                |
| 5           | Bret Hart            | WWE                  | N/A                  | Disqualified for hitting Sheffield với đòn steel chair       | 12:08                |
| 6           | Skip Sheffield       | Nexus                | Edge                 | Bị đè sau đòn Codebreaker by Jericho và a spear              | 13:13                |
| 7           | David Otunga         | Nexus                | Chris Jericho        | Đập tay sau đòn Walls of Jericho                             | 19:13                |
| 8           | Chris Jericho        | WWE                  | Heath Slater         | Bị đè sau đòn Sweetness                                      | 20:05                |
| 9           | Edge                 | WWE                  | Heath Slater         | Bị đè bởi đòn schoolboy                                      | 20:38                |
| 10          | Heath Slater         | Nexus                | Daniel Bryan         | Đập tay sau đòn LeBell Lock                                  | 29:02                |
| 11          | Daniel Bryan         | WWE                  | Wade Barrett         | Bị đè sau khi The Miz đánh Bryan với va li Money in the Bank | 29:32                |
| 12          | Justin Gabriel       | Nexus                | John Cena            | Bị đè sau khi Gabriel hụt đòn 450° splash                    | 34:50                |
| 13          | Wade Barrett         | Nexus                | John Cena            | Đập tay sau đòn STF                                          | 35:15                |
| Thắng cuộc: | John Cena (Team WWE) | John Cena (Team WWE) | John Cena (Team WWE) | John Cena (Team WWE)                                         | John Cena (Team WWE) |